# Cérizols
Cérizols település Franciaországban, Ariège megyében. Lakosainak száma 140 fő (2022. január 1.). Cérizols Betchat, Fabas, Ausseing, Belbèze-en-Comminges, Saint-Michel és Escoulis községekkel határos.

## Népesség
A település népességének változása:
| Lakosok száma | 190  | 156  | 145  | 154  | 153  | 147  | 142  | 137  | 138  | 140  |
|               | 1968 | 1982 | 1990 | 2006 | 2013 | 2015 | 2017 | 2019 | 2020 | 2022 |